# E3・ハレルベーク2014
E3・ハレルベーク2014は、E3・ハレルベークの第57回大会。2014年3月28日に行われ、ペーター・サガンが優勝した。

## 参加チーム
UCIプロチーム
| チーム名                           | 国籍           | コード |
| ---------------------------------- | -------------- | ------ |
| AG2R・ラ・モンディアル             | フランス       | ALM    |
| アスタナ                           | カザフスタン   | AST    |
| ベルキン・プロサイクリング・チーム | オランダ       | BEL    |
| BMC・レーシングチーム              | アメリカ合衆国 | BMC    |
| キャノンデール・プロサイクリング   | イタリア       | CAN    |
| FDJ                                | フランス       | FDJ    |
| ガーミン・シャープ                 | アメリカ合衆国 | GRS    |
| ランプレ・メリダ                   | イタリア       | LAM    |
| ロット・ベリソル                   | ベルギー       | LTB    |
| モビスター・チーム                 | スペイン       | MOV    |
| オメガファーマ・クイックステップ   | ベルギー       | OPQ    |
| オリカ・グリーンエッジ             | オーストラリア | OGE    |
| チーム・ユーロップカー             | フランス       | EUC    |
| チーム・ジャイアント＝シマノ       | オランダ       | GIA    |
| カチューシャ                       | ロシア         | KAT    |
| チーム・スカイ                     | イギリス       | SKY    |
| ティンコフ＝サクソ                 | デンマーク     | TCS    |
| トレック・ファクトリー・レーシング | アメリカ合衆国 | TFR    |

招待チーム
- アンドローニ・ジョカットーリ（ イタリア・AND）
- コフィディス（ フランス・COF）
- MTN＝クベカ（英語版）（ 南アフリカ共和国・MTN）
- IAMサイクリング( スイス・IAM)
- トップスポート・フラーンデレン＝バロワーズ（英語版）( ベルギー・TSV)
- ユナイテッド・ヘルスケア（英語版） ( アメリカ合衆国・UHC)
- Wanty-Groupe Gobert ( ベルギー・WGG)

## 成績
- ハレルベークを発着点とする212.2km。

| 順位 | 選手名                           | 国籍           | チーム                             | 時間          |
| ---- | -------------------------------- | -------------- | ---------------------------------- | ------------- |
| 1    | ペーター・サガン                 | スロバキア     | キャノンデール・プロサイクリング   | 4時間56分31秒 |
| 2    | ニキ・テルプストラ               | オランダ       | オメガファーマ・クイックステップ   | 同            |
| 3    | ゲラント・トーマス               | イギリス       | チーム・スカイ                     | 同            |
| 4    | ステイン・ファンデンベルフ       | ベルギー       | オメガファーマ・クイックステップ   | 同            |
| 5    | セップ・ファンマルク             | ベルギー       | ベルキン・プロサイクリング・チーム | +1分16秒      |
| 6    | トニ・ガロパン                   | フランス       | ロット・ベリソル                   | 同            |
| 7    | ボルト・ボジッチ                 | スロベニア     | アスタナ・チーム                   | +1分19秒      |
| 8    | タイラー・ファラー               | アメリカ合衆国 | ガーミン・シャープ                 | 同            |
| 9    | ファビアン・カンチェラーラ       | スイス         | トレック・ファクトリー・レーシング | 同            |
| 10   | フレフ・ファン・アーヴェルマート | ベルギー       | BMC・レーシング                    | 同            |